# 芹泉镇
芹泉镇，是中华人民共和国山西省晋中市左权县下辖的一个乡镇级行政单位。

## 行政区划
芹泉镇下辖以下地区：
芹泉村、箕山村、中店村、王家庄村、禅房村、五里铺村、东水村、大南庄村、小南庄村、关滩村、下庄村、漳漕村、上庄村、东山村和西黄漳村。